# Cárcel de Botafuegos
La Cárcel de Botafuegos es una prisión española ubicada en la ciudad de Algeciras (Cádiz) España. Es una de las principales cárceles de Andalucía. Corresponde al modelo de Macrocárcel o Centro Penitenciario Tipo introducido por el Secretario de Estado para Asuntos Penitenciarios Antonio Asunción.
El edificio fue construido por la empresa ACS Proyectos, Obras y Construcciones S.A. siendo inaugurado en el año 2000 por el ministro de interior Jaime Mayor Oreja tras una inversión de 8 580 millones de pesetas. Posee 1 072 celdas aunque está diseñado para acoger a más de 1 500 internos, llegando en septiembre de 2007 a superar los 1 850 internos, en palabras de su alcaide actual, Francisco Márquez. El Centro Penitenciario de Botafuegos es uno de los cuatro con los que cuenta la provincia de Cádiz y posee una superficie construida de 81 007 m² en una superficie total de 365 750 m².
Cuenta con 15 módulos residenciales de internamiento, (dos para mujeres, y trece módulos para hombres) y todos los servicios auxiliares necesarios, tales como gimnasio, polideportivo, biblioteca, aulas escolares, piscina, cocina, panadería y salón de actos. La seguridad interior  está dotada de unos 500 vigilantes ("funcionarios de Instituciones Penitenciarias"). La seguridad exterior está a cargo de un retén de la Guardia Civil perteneciente a la UPROSE (Unidad de Protección y Seguridad) al mando de un teniente de la Benemérita.
Se consideraba generalmente que tiene la rotación de personal funcionario más alta de todas las prisiones de España.
Dentro de las instalaciones penitenciarias se encuentra también el Centro de Inserción Social (C.I.S.) Manuel Montesinos y Molina. El centro se encuentra organizado en varios módulos que albergan el edificio principal de dos plantas con el puesto de control y servicios generales, el edificio de servicios sociales, el área de comunicación y el área residencial con tres módulos de tres plantas cada uno y un total de 156 habitaciones.